# Bonito Generation
Bonito Generation  es el primer álbum debut de la banda británica: Kero Kero Bonito, lanzado inicialmente en 2016 bajo la disquera Double Denim Records, y relanzado en 2018 bajo la disquera Polyvinyl Record Co..
El álbum tuvo un éxito de forma independiente, siendo reconocido el álbum por sencillos como "Lipslap", "Break" y "Trampoline", Se le considera un álbum de distintos géneros musicales, pero el sonido más predeterminado del álbum es del electropop y del synthpop.
El álbum llegó a las posiciones del Billboard en las secciones de "Vinyl Albums" y "World Albums" en las posiciones n.º 9 y n.º 15 respectivamente del mismo año del lanzamiento del álbum.

## Sonido
El sonido del álbum es de difícil categorización que el álbum se le ha categorizado de distintos estilos como el rock, dancehall, noise pop, indie pop, electropop, synthpop, dream pop, bitpop, bubblegum pop, pop rap, pop experimental, hip-hop, dance, influencias del género japonés del j-pop y el electro.

## Lista de canciones
Todas las canciones escritas y compuestas por Kero Kero Bonito. 
| Bonito Generation |                |          |  |
| N.º               | Título         | Duración |  |
| 1.                | «Waking Up»    | 02:57    |  |
| 2.                | «Heard a Song» | 03:19    |  |
| 3.                | «Graduation»   | 03:19    |  |
| 4.                | «Fish Bowl»    | 01:45    |  |
| 5.                | «Big City»     | 02:52    |  |
| 6.                | «Break»        | 03:17    |  |
| 7.                | «Lipslap»      | 03:39    |  |
| 8.                | «Try Me»       | 03:29    |  |
| 9.                | «Paintbrush»   | 00:57    |  |
| 10.               | «Trampoline»   | 04:03    |  |
| 11.               | «Picture This» | 03:23    |  |
| 12.               | «Hey Parents»  | 03:22    |  |
| 36:28             |                |          |  |

En la edición japonesa se encuentran los siguientes sencillos extra:
- "Forever Summer Holiday"
- "Picture This" (Felicita Remix)
- "Fish Bowl" (Frankie Cosmos Remix)
- "Heard a Song" (Cfcf Remix)
- "Trampoline" (Saint Etienne Remix)
- "Lipslap" (Makeness Remix)
- "Break" (Jonah Baseball Remix)

## Personal
Todas las letras y composiciones fueron realizados por todos los miembros del grupo durante la realización del álbum, La producción se encargaron igual los miembros Gus Lobban y Jamie Bulled de realizarlo.
- Sarah Midori Perry "Bonito" - vocal
- Jamie Bulled - guitarra, bajo, teclados, sampler, producción
- Gus Lobban - batería, teclados, sampler, producción, vocal de apoyo

### Personal adicional
- Gus Lobban - producción
- Jamie Bulled - producción
- Anthony Lim - masterización
- Dreamtrak - masterización
- Simon Whybray - diseño
- Nobuyuki Taguchi - fotografía